# 夏 長崎から さだまさし
夏 長崎から さだまさし（なつ ながさきから さだまさし）は、歌手のさだまさしが、故郷の長崎県で1987年に始め、2006年まで行った無料 の野外コンサート。長崎原爆の日の3日前にあたる広島原爆の日の8月6日に、「長崎から広島に向かって平和について歌う」ことを目的に行われた。

## 概要
地元長崎市民をはじめ、全国のさだまさしファンが集まる夏の長崎の一大イベントとして、1987年からの20年間でのべ約50万人以上の観客を集めた。さだの呼びかけに共感し、参加したゲストは多い。また、コンサート会場で集められた募金などで2003年、長崎市松ヶ枝にナガサキピースミュージアムが建設されたほか、ゲスト出演したBEGINはこれに触発され、沖縄で『うたの日コンサート』を始めている。
ライブの模様はNHK長崎・総合テレビで長崎県域に限り生中継され、後日FMとBS2で編集されたものが全国放送されたこともあったが、後年は録画放送で時間を大幅にカットして放送していた。
「8月6日」に「長崎で」コンサートを行なう理由について、さだは「自分が長崎人であるからというだけではなく、親族に実際に被爆者がいるということもあり、戦争について考えるとき『原爆』と切り放すことはできない。また、長崎のみならず、世界にとって、原爆が実際に使用された事実を忘れてはならない。しかし、長崎の原爆忌である8月9日に長崎でコンサートを開くと、ただでさえ平和祈念式典などで多くの人が集まるので、混乱を来たす。そこで、広島の原爆忌である8月6日に長崎で歌うことにした」という旨のことを語っている。
2006年の第48回日本レコード大賞では20年間の功績を評価され「特別賞」のひとつに選ばれた。

## 終焉とその後
さだは「『夏 長崎から』は2006年で一区切りをつけたが、2007年は長崎の原爆忌である8月9日に広島で平和コンサートを行いたい」と複数の報道機関に思いを語り、2007年8月9日に広島市民球場でコンサート『2007 夏 広島から さだまさし』が行われた。このため、2006年開催を「FINAL」と位置づけ、1987年開催から実に19年にわたる活動に終止符を打った。
その後、妹の佐田玲子や長崎の有志らで、2007年8月6日に「夏!まだまだ長崎から 2007」というコンサートが行われ、2012年まで開催された。
そして2013年からは毎年8月4日に東日本大震災復興支援チャリティコンサートとしてさだ主催の『長崎から東北へ』が開催されている（ただし2015年のみ長崎ではなく東京・日本武道館で行われた）。
また2015年に風に立つライオン基金を設立したことから、基金主催の『高校生ボランティアアワード』に内包する形で『さだまさしチャリティーコンサート』を開催している（会場は16年東京国際フォーラム　17年埼玉スーパーアリーナ　18年東京国際フォーラム　19年パシフィコ横浜　と続いたが20年は新型コロナウイルスのためいったんは中止と発表されたものの無観客配信で、府中の森芸術劇場で行われた。ゲストは20年のみ呼ばれていない）
2020年からは、稲佐山公園でジャパネットグループが主催し、新羅慎二（若旦那）がプロデュースする「稲佐山平和祈念音楽祭」（2021年までは「長崎から世界へ平和を -稲佐山音楽祭-」。2020・2021年は新型コロナウイルス感染症の世界的流行のため無観客開催）が開催されるようになった。同イベントは『夏　長崎から』を継承することを謳っており、さだも出演しているほか、さだ企画も製作協力を行っている。
2025年5月、原爆投下から80年の節目となることから、19年ぶりに8月6日に稲佐山公園野外ステージにて「夏 長崎から 2025」の開催が公式に告知された

## 「夏 長崎から」の軌跡
| 年     | 回 | 会場                                 | 出演 | 備考                                                                             |
| ------ | -- | ------------------------------------ | --- | -------------------------------------------------------------------------------- |
| 1987年 | 1  | 長崎市営ラグビー・サッカー場         | 村下孝蔵、来生たかお、白鳥座、吉田政美（元グレープ）                                                                            | NHK総合で全国放送                                                                |
| 1988年 | 2  | 長崎市営ラグビー・サッカー場         | 松山千春 |                                                                                  |
| 1989年 | 3  | 長崎市営ラグビー・サッカー場         | ロン・リチャードソン、ふきのとう、白鳥座、佐田玲子                                                                              | ライブ・アルバム及びビデオを収録                                                 |
| 1990年 | 4  | 長崎陸上競技場                       | 谷村新司、服部克久、森川由加里、白鳥座、佐田玲子、いまむら瞭、水島裕、乃生佳之、西尾拓美、西村知美                              | '90長崎旅博覧会のため会場変更                                                    |
| 1991年 | 5  | 長崎市稲佐山公園                     | 堀内孝雄、吉田政美、竹本孝之、森川由加里、佐田玲子、いまむら瞭、水島裕、乃生佳之、西尾拓美、西村知美、倉沢淳美                  | 以降、稲佐山公園野外ステージに会場変更                                           |
| 1992年 | 6  | 長崎県南高来郡小浜町小浜マリンパーク | 都はるみ、小田和正、TSU-BA-SA、135、佐田玲子、栗山英樹、田尾安志、乃生佳之、西尾拓美、西村知美、いまむら瞭、姫野真也            | 雲仙普賢岳被災地支援のため唯一の市外開催 チャリティーソング「SMILE AGAIN」を収録 |
| 1993年 | 7  | 長崎市稲佐山公園                     | 財津和夫、白鳥英美子、ロン・リチャードソン、佐田玲子、トトロ&井上あずみ、水島裕、乃生佳之、西尾拓美、西村知美                   |                                                                                  |
| 1994年 | 8  | 長崎市稲佐山公園                     | 泉谷しげる、イルカ、佐田玲子、横道坊主、福岡益、水島裕、乃生佳之、西尾拓美、西村知美                                            |                                                                                  |
| 1995年 | 9  | 長崎市稲佐山公園                     | 前川清、森山良子、佐田玲子、乃生佳之、西尾拓美、西村知美、土居まさる、笑福亭鶴瓶                                                | ピーススフィア運動宣言                                                           |
| 1996年 | 10 | 長崎市稲佐山公園                     | 谷村新司、岩崎宏美、佐田玲子、我如古より子、乃生佳之、西尾拓美、西村知美、鼓衆－若太陽－                                        |                                                                                  |
| 1997年 | 11 | 長崎市稲佐山公園                     | 加山雄三、南こうせつ、坂本冬美、TOSHI、佐田玲子                                                                                 |                                                                                  |
| 1998年 | 12 | 長崎市稲佐山公園                     | 加山雄三、三波春夫、永六輔、Le Couple、白冰冰、佐田玲子                                                                         |                                                                                  |
| 1999年 | 13 | 長崎市稲佐山公園                     | 加山雄三、雪村いづみ、尾崎亜美、ブレッド&バター、佐田玲子                                                                       |                                                                                  |
| 2000年 | 14 | 長崎市稲佐山公園                     | 加山雄三、小林幸子、BEGIN、うたいびと はね、佐田玲子                                                                            |                                                                                  |
| 2001年 | 15 | 長崎市稲佐山公園                     | 加山雄三、由紀さおり・安田祥子、谷村新司、山根康広、佐田玲子、チキンガーリックステーキ、橋本真也                                |                                                                                  |
| 2002年 | 16 | 長崎市稲佐山公園                     | 加山雄三、HOUND DOG、サーカス、佐田玲子、チキンガーリックステーキ                                                               |                                                                                  |
| 2003年 | 17 | 長崎市稲佐山公園                     | 加山雄三、楊姫銀、夏川りみ、佐田玲子、チキンガーリックステーキ                                                                  |                                                                                  |
| 2004年 | 18 | 長崎市稲佐山公園                     | 加山雄三、山崎まさよし、はなわ、彩風、佐田玲子、チキンガーリックステーキ                                                        |                                                                                  |
| 2005年 | 19 | 長崎市稲佐山公園                     | 加山雄三、岩崎宏美、スターダスト☆レビュー、りんけんバンド、フリーウェイハイハイ、笑福亭鶴瓶、佐田玲子、チキンガーリックステーキ |                                                                                  |
| 2006年 | 20 | 長崎市稲佐山公園                     | 加山雄三、BEGIN、平原綾香、大竹しのぶ、コロッケ、吉田政美、佐田玲子、チキンガーリックステーキ、森川由加里                       | 森川の演目はテレビ放映されていない                                               |

※佐田玲子とチキンガーリックステーキは主催者（さだ企画）側の人間として出演している。

## 広島市民球場開設50周年記念 「2007 夏 広島から さだまさし」
- 2007年8月9日開催
- 会場：広島市民球場
- ゲスト：加山雄三、BEGIN、山崎まさよし、根本要（スターダスト☆レビュー）、September、コロッケ、チキンガーリックステーキ、佐田玲子

## 長崎市制120周年記念コンサート「大還暦」
- 2009年10月10日開催
- 会場：稲佐山公園野外ステージ
- 出演：さだまさし、平原まこと、平原綾香、原田知世、コロッケ、amin、前川清（サプライズゲスト）、チキンガーリックステーキ、佐田玲子

このコンサートは長崎市を中心とする実行委員会主催でさだ企画の主催ではなく、また有料公演であった。なお、さだは同郷の福山雅治にもオファーを出していたが、大河ドラマ『龍馬伝』撮影のために参加できず、それに対してのお詫びの意を示す福山の音声メッセージが田上富久長崎市長の紹介で会場に流された。

## 2013 長崎から東北へ
- 2013年8月4日開催
- 出演：さだまさし、アンジェラ・アキ、加山雄三、グレープ、ゴスペラーズ、佐田玲子、STARDUST REVUE、チキンガーリックステーキ、ひめ風（南こうせつ・伊勢正三）、秦基博、笑福亭鶴瓶（サプライズゲスト）

「～東日本大震災復興支援チャリティーコンサート～ 2013 長崎から東北へ」として、7年ぶりに8月の長崎で開催されたこの公演は有料公演だが、収益は全額被災地に贈られた。

## DVD・ビデオ・CD
- 『夏・長崎から'89』 - ライブ・アルバム。音楽ソフトと映像ソフトの両方でリリースされているが、それぞれ収録曲目は異なっている。
- 『さだまさし夏・長崎から DVD』 - 10枚組セット。1987年から2006年まで（1988年を除く）の映像をNHKの協力を得て、インタビュー等を含めて収録。

## 備考
通常、稲佐山への交通手段は、長崎ロープウェイと1日数本の路線バスのみで、会場への道路は片側1車線でかなり細い道である。そのため当日はマイカー乗り入れ禁止など交通規制を徹底させ、長崎自動車が各営業所に待機している路線バス車両を集め、長崎駅（旭大橋下の旧魚市場跡地）から稲佐山公園の駐車場（コンサート会場前）まで、臨時のシャトルバスを運行していた。また、長崎ロープウェイも増便を行い、途切れることなく訪れた観客を捌いていた。
また、稲佐山公園野外ステージはもともと'90長崎旅博覧会のために建設されたが、設備は貧弱であった。しかし、このコンサートの集客力がきっかけとなり、周辺整備が行われた。